# Renate Kasslatter
Renate Kasslatter (* 15. Januar 1980 in Bozen) ist eine ehemalige italienische Naturbahnrodlerin. Sie wurde 2008 Vize-Europameisterin und gewann bei der Weltmeisterschaft 2009 die Bronzemedaille im Einsitzer. Im Weltcup feierte sie zwei Siege und sie konnte sich fünfmal unter den besten fünf im Gesamtweltcup klassieren. Ihr bestes Gesamtergebnis war der zweite Platz in der Saison 2003/2004. Ihr Ehemann Andreas Castiglioni war ebenfalls Naturbahnrodler.

## Karriere
Die ersten internationalen Erfolge erzielte Kasslatter im Intercontinentalcup. In der Saison 1997/1998 erreichte sie den dritten Gesamtrang und in den Saisonen 2001/2002 und 2002/2003 gewann sie die Gesamtwertung. Bei der Junioreneuropameisterschaft 2000 in Umhausen wurde sie Achte. Ende Januar 2002 bestritt Kasslatter in Hüttau und Železniki ihre ersten Weltcuprennen, die sie an siebenter und fünfter Stelle beendete. Wenig später startete sie bei der Europameisterschaft 2002 in Frantschach erstmals bei einem Titelkampf in der Allgemeinen Klasse und belegte zeitgleich mit der Österreicherin Anna Braun den elften Platz. 
Im Winter 2002/2003 konnte sich Kasslatter innerhalb der starken italienischen Mannschaft für keine Weltcuprennen qualifizieren. Dies gelang ihr erst wieder für das erste Rennen der Saison 2003/2004, das sie dann überraschend gewann. Diese Leistung bestätigte sie mit zwei zweiten Plätzen in den nächsten beiden Rennen und mit weiteren zwei Top-5-Ergebnissen erreichte sie hinter der Russin Jekaterina Lawrentjewa, die vier Saisonsiege feierte, den zweiten Platz im Gesamtweltcup. Bei der Europameisterschaft 2004 in Hüttau belegte sie jedoch nur Rang acht. Im Jahr 2004 wurde die Südtirolerin zum ersten Mal italienische Meisterin im Einsitzer. Diesen Titel gewann sie in den Jahren 2005, 2007 und 2009 weitere drei Mal. In der Saison 2004/2005 fuhr Kasslatter in allen Weltcuprennen unter die besten sechs und kam zweimal auf das Podest. Sie wurde Dritte in Unterammergau und Zweite beim Saisonfinale in Olang, womit sie Platz vier im Gesamtweltcup belegte. Bei ihrer ersten Weltmeisterschaft im Januar 2005 in Latsch erzielte sie Rang fünf.
Im Oktober 2005 brachte Kasslatter eine Tochter zur Welt. Sie nahm daher im Winter 2005/2006 an keinen Wettkämpfen teil. In der Saison 2006/2007 kehrte sie in den Weltcup zurück und feierte im vierten Saisonrennen in Umhausen den zweiten Weltcupsieg ihrer Karriere. Dabei verwies sie die Russin Jekaterina Lawrentjewa auf Platz zwei, die zuvor elf Weltcuprennen in Folge gewonnen hatte. Mit einem weiteren Podestplatz in Campill erreichte Kasslatter hinter Lawrentjewa und ihrer Teamkollegin Renate Gietl den dritten Platz im Gesamtweltcup. Bei der Weltmeisterschaft 2007 in Grande Prairie wurde sie Sechste.
In der Saison 2007/2008 fuhr Kasslatter im Weltcup nur einmal als Dritte in Umhausen auf das Podest. Die anderen Rennen beendete sie jeweils an vierter oder fünfter Position und im Gesamtweltcup belegte sie damit Rang vier. Ihren größten Erfolg feierte sie bei der Europameisterschaft 2008 in Olang, wo sie hinter Lawrentjewa die Silbermedaille gewann. In der Weltcupsaison 2008/2009 blieb Kasslatter ohne Podestplatz. Sie erzielte zwei vierte, drei fünfte und einen siebenten Platz und somit Rang fünf im Gesamtklassement. Den letzten Höhepunkt ihrer Karriere feierte sie bei der Weltmeisterschaft 2009 in Moos in Passeier, als sie hinter Renate Gietl und Jekaterina Lawrentjewa die Bronzemedaille gewann. Anschließend gab Kasslatter bekannt, ihre Karriere nach dem Weltcupfinale zu beenden. Dieser Entschluss stand bereits vor der Saison fest.

## Sportliche Erfolge

### Weltmeisterschaften
- Latsch 2005: 5. Einsitzer
- Grande Prairie 2007: 6. Einsitzer
- Moos in Passeier 2009: 3. Einsitzer

### Europameisterschaften
- Frantschach 2002: 11. Einsitzer
- Hüttau 2004: 8. Einsitzer
- Olang 2008: 2. Einsitzer

### Junioreneuropameisterschaften
- Umhausen 2000: 8. Einsitzer

### Weltcup
- 2. Platz im Einsitzer-Gesamtweltcup in der Saison 2003/2004
- 3. Platz im Einsitzer-Gesamtweltcup in der Saison 2006/2007
- 8 Podestplätze, davon 2 Siege:

| Datum             | Ort      | Land       | Disziplin |
| ----------------- | -------- | ---------- | --------- |
| 14. Dezember 2003 | Olang    | Italien    | Einsitzer |
| 4. Februar 2007   | Umhausen | Österreich | Einsitzer |

### Italienische Meisterschaften
- Italienische Meisterin im Einsitzer 2004, 2005, 2007 und 2009